# Xanthomonas axonopodis
Xanthomonas axonopodis ist eine Bakterienart. Es handelt sich um einen wichtigen Pflanzenschädling.

## Merkmale
Die Zellen von Xanthomonas axonopodis sind stäbchenförmig. Es ist eine einzelne, polare (am Zellende liegende) Flagelle vorhanden. Die Art ist in der Regel gelb-pigmentiert, allerdings treten auch nicht-pigmentierte Stämme auf. Hierzu zählen z. B. die auf bestimmte Pflanzen spezialisierten (pathovare) Stämme X. axonopodis pathovar manihotis und einige Stämme von X. pathovar pv. ricini. Die Pigmente sind sehr charakteristisch für die Gattung, es handelt sich um bromierte Arylpolyene, hier auch als "Xanthomonadine" (engl. "xanthomonadins") bezeichnet. Arylpolyene schützen Bakterien vor oxidativen Stress. Ein weiteres typisches Merkmal für Xanthomonas-Arten ist die Bildung von  Xanthan. Es handelt sich um ein extrazelluläres Polysaccharid (EPS). Es wird von Xanthomonas-Arten nach dem Eindringen in die Pflanzenzellen gebildet und außen um die Bakterienzelle angelagert. Es dient dem Schutz des Bakteriums.
Xanthomonas axonopodis ist, wie alle Arten der Gattung,  auf Sauerstoff angewiesen (aerob). Der Stoffwechsel ist die Atmung, Sauerstoff (O2) dient als der terminale Elektronenakzeptor. Der Katalase-Test verläuft positiv.

## Systematik
Xanthomonas axonopodis zählt zu der Familie der Lysobacteraceae. Bis 2005 wurde Xanthomonas der Familie Xanthomonadaceae zu geordnet. Aufgrund von biochemischen Untersuchungen wurde diese Familie aufgelöst.
Es folgt eine Liste einiger Pathovare und Beispielen von den entsprechenden Pflanzenwirten:
- X. axonopodis pv. axonopodis
  - Wirte: Axonopus scoparius, A. micay, A. compressus und A. affini
- X. axonopodis pv. alfalfae
  - Wirte: Luzerne (Medicago sativa), Melilotus indica und Erbse (Pisum sativum)
- X. axonopodis pv. bauhiniae
  - Wirte: Bauhinia racemosa,
- Xanthomonas axonopodis pv. begoniae
  - Wirte: Arten von Begonia
- X. axonopodis pv. citri
  - Wirte: Arten der Zitruspflanzen (Citrus spp.) und deren Hybride
- X. axonopodis pv. punicae
  - Wirte: Granatapfel (Punica granatum)

## Industrielle Nutzung
Das von Xanthomonas-Arten produzierte Polysaccharid Xanthan wird auch industriell genutzt. Zur Produktion werden neben X. axonopodis noch z. B. X. arboricola, X. campestris, X. citri und X. vasculorium eingesetzt. Entdeckt wurde die industriell nutzbare Bildung von Xanthan zuerst bei der Art X. campestri. Die erste industrielle Produktion begann in den 1960ern. Nach Dextran war es das zweite Polysaccharid, welches von Mikroorganismen extrahiert und industriell genutzt wurde. Es wird z. B. als Verdickungsmittel, Geliermittel und Klebstoff genutzt. In der Medizin wird es u. a. bei der Produktion von Brausemitteln, Retardtropfen und Säften eingesetzt. Nach Cellulose, Stärke und Arabicum stellt es das in der Industrie am häufigsten genutzte Polysaccharid dar (Stand 2005). Hierbei ist auch der Name Xanthangummi (engl.: xanthan gum) üblich.

## Pflanzenschädling

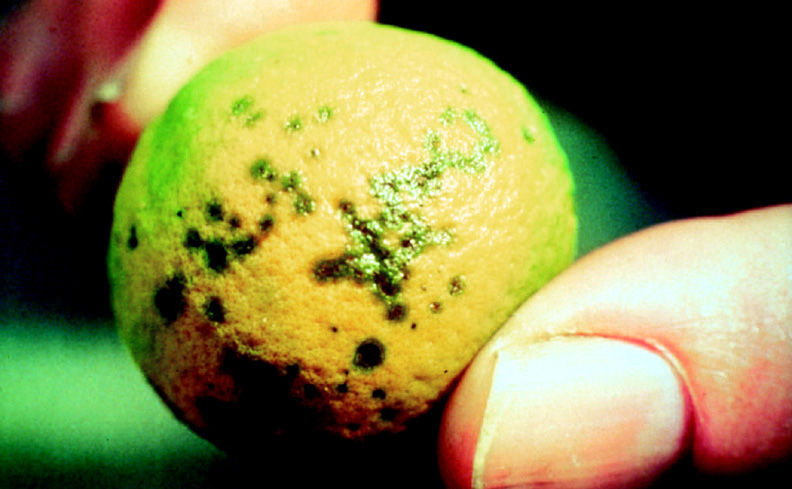
Vom Zitruskrebs befallene Zitronenfrucht

Wie viele Arten der Gattung Xanthomonas ist Xanthomonas axonopodis ein Pflanzenschädling. Die verschiedene Pathovare von Xanthomonas axonopodis verursachen Krankheiten bei verschiedenen Pflanzen, wie z. B. Luzerne (Medicago sativa), verschiedenen Arten der Gattung Axonpus und Citrus. Der Artname X. axonopius bezieht sich auf die Gräsergattung Axonpus, welche von X. axonopodis vs. axonopodis befallen wird. So befällt z. B. das Pathovar X. axonopodis pv. citri verschiedene Arten der Zitruspflanzen (Gattung Citrus) und löst den Zitruskrebs aus. Der Wirtsbefall beginnt sobald das Bakterien mit Öffnungen der Oberfläche (wie z. B. Spaltöffnungen, Hydathoden oder Läsionen des Pflanzengewebes) in Kontakt kommt, dringt es in das Mesophyll der Pflanze ein und verursacht die Krebssymptome. Zu den Wirtspflanzen zählt z. B. die Orangenart Citrus sinensis. Im Jahr 2005 waren über 40 verschiedene Pathovare bekannt.
Es gibt Hinweise, dass die Aminosäure Methionin eine Rolle bei der Pathogenese von Xanthomonas-Arten spielen könnte. So haben Studien über das von X. axonopodis pv. manihotis produzierte Phytotoxin Methylthiopropionsäure (MTPA) gezeigt, dass Methionin eine Vorstufe von MTPA ist.